# Glyphochloa divergens
Glyphochloa divergens är en gräsart som först beskrevs av Eduard Hackel, och fick sitt nu gällande namn av Clayton. Glyphochloa divergens ingår i släktet Glyphochloa och familjen gräs. Utöver nominatformen finns också underarten G. d. hirsuta.